# طوطی‌ماهیان
طوطی‌ماهیان، خانواده‌ای از ماهیان هستند.که در ایران بیشتر مواقع در آکواریوم ها دیده میشوند
اغلب ساکن مناطق گرمسیری به ویژه اقیانوس‌های اطلس و آرام و هند می‌باشند. ۱۰ جنس و ۱۰۰ گونه دارد. گیاهخوار بوده و اغلب از جلبک‌های لابلای مرجان‌ها تغذیه می‌کند. تغییر جنسیت در اغلب آن‌ها دیده می‌شود. در ابتدا هر دو جنس وجود دارد و در مرحلهٔ پسین نرهای مبدل با رنگ‌های درخشان ظاهر می‌شوند.

## تغذیه

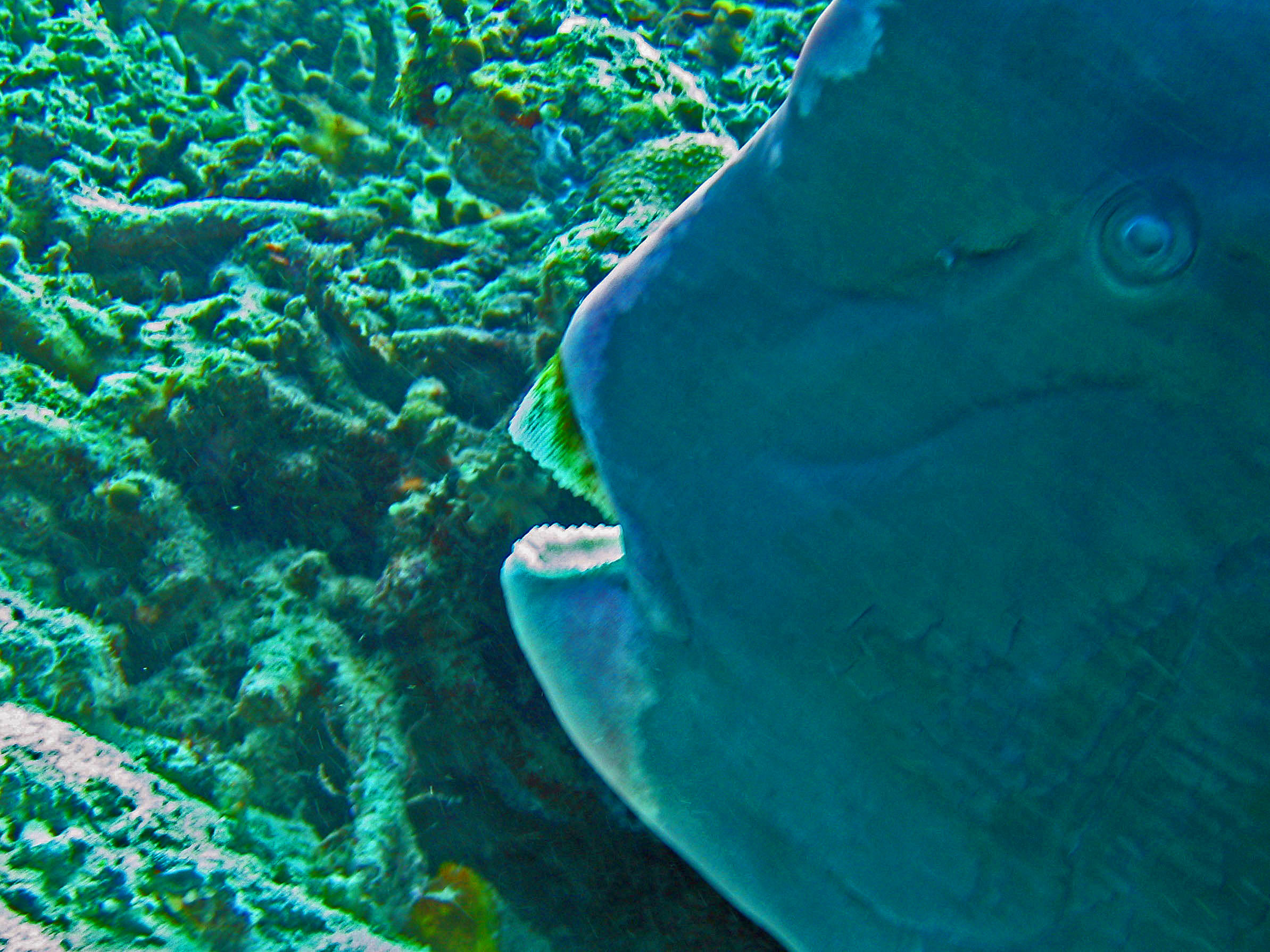
طوطی کوهی سبز

اکثر گونه های طوطی ها گیاهخواران هستند و به طور عمده از جلبک های سنگ‌رست تغذیه می کنند.طیف گسترده ای از موجودات کوچک دیگر گاهی اوقات خورده می شوند  اما به علت تغذیه از مرجان ها منقاری طوطی مانند دارند، از جمله بی مهرگان (گونه های بی پروا و بنز ، و همچنین زئوپلانکتون) ، باکتری ها و دفع آفات.تعداد کمی از گونه های بزرگ مانند طوطی کوهی سبز به طور گسترده از مرجان های زنده تغذیه می کنند.
از این خانواده سه گونه زیر در آب‌های جنوبی ایران زندگی می‌کنند:
- طوطی‌ماهی ایرانی (Scarus persicus)
- طوطی‌ماهی یشمی (Scarus fuscopurpureus)
- طوطی‌ماهی زردپولک (Scarus ghobban)

## نگارخانه

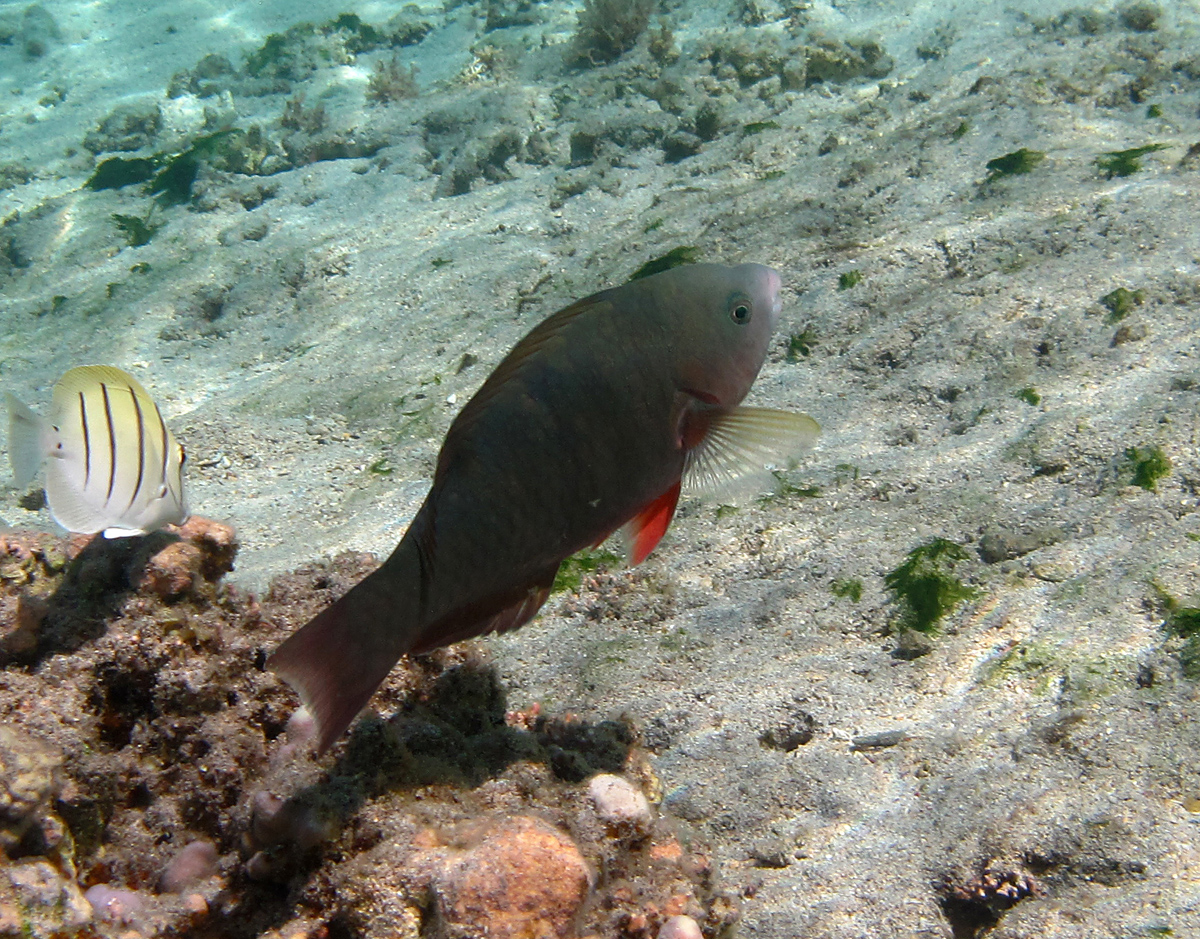
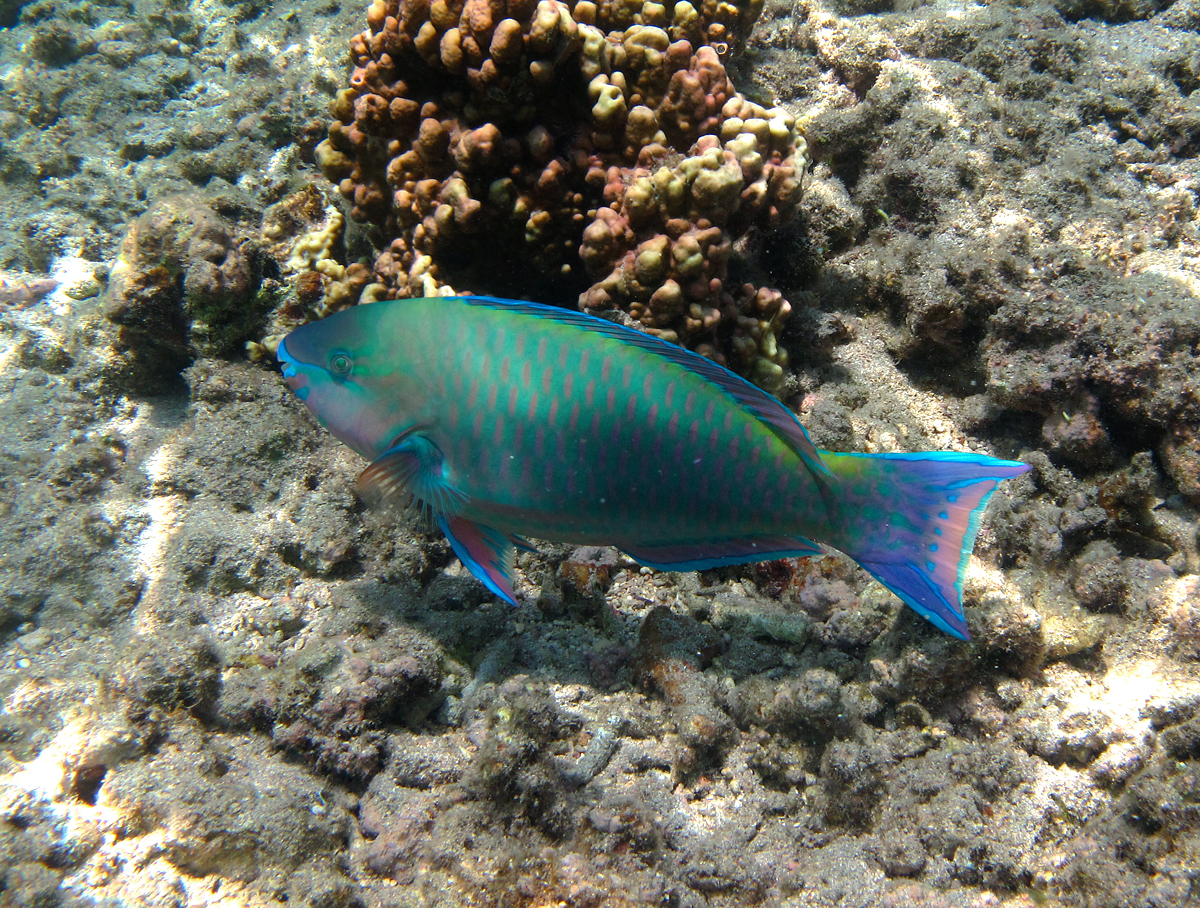
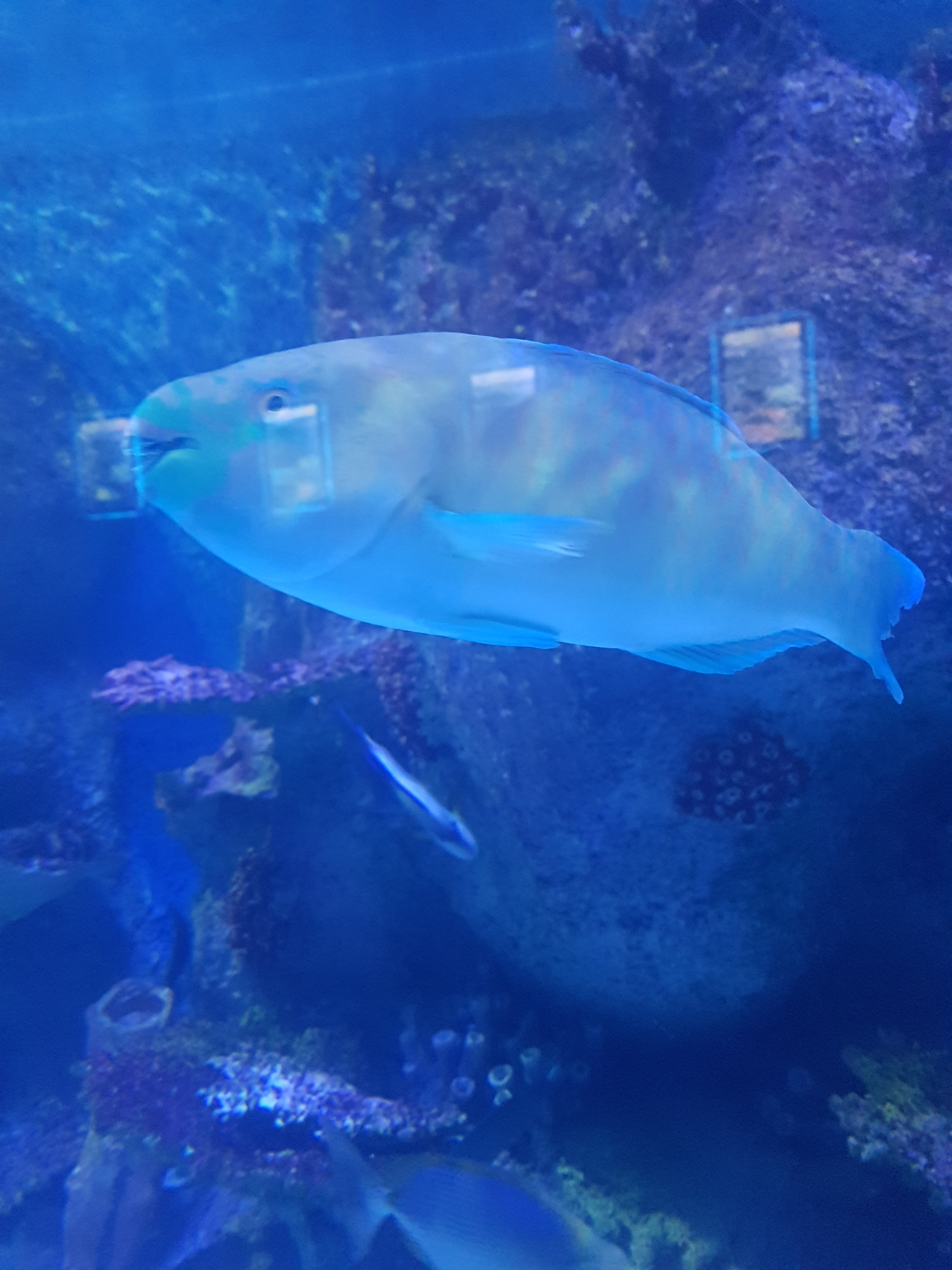